# Асаково
Асаково — деревня в Одинцовском районе Московской области России, входит в городское поселение Кубинка, расположена в 5 км к юго-западу от города Кубинка. Находится на высоте 200 м во втором посёлке (ГИЗ) есть заросшая дамба, но не действующая.

## История
Писцовая книга 1558 года перечисляет во владении Савво-Сторожевского монастыря село Дютьково и «тянувшая» к нему деревня Исакова. Со временем название начали писать как Асаково.
В 1852 году Асаково находилось уже в ведомстве Государственных имуществ.

## Расположение
К северу от деревни, на берегу Нарских прудов, располагается садовое товарищество «Асаково». В 1 км к северу от деревни также располагаются деревня Чупряково и посёлок Рыбокомбината «Нара».
Есть вторая деревня в 1,5 километрах тоже с названием Асаково.
Раньше на месте болота было огромное озеро и река Трасна сейчас только есть маленький прудик ограждёный забором и пруд на 4 участка.

## Население
В 1852 году в деревне проживало 320 человек (145 мужчин и 175 женщин). В 1890 году — 179 человек; в 1926 году — 451 человек. К переписи 1989 года в деревне осталось только 53 жителя.
По состоянию на 2005 год постоянное население деревни — 29 человек.
Население деревни 52 чел.